# Василий Патрушев
Василий Иванович Патрушев е съветски физиолог, професор, доктор на биологическите науки. Той е експерт по произхода и еволюцията на домашните животни.

## Биография
Роден е на 25 декември 1910 г. в село Патрушево, Вятска губерня, Руска империя..
През 1929 г. завършва гимназия, след което известно време работи като заместник-изпълнителен секретар за работа с пионери в Комсомола. През 1932 г. завършва Горковския земеделски институт, след което записва аспирантура и защитава докторската си дисертация. Установява се в Москва, записвайки докторантура в Института по генетика на Академията на науките на СССР. Занимава се с изучаване на биохимични характеристики и морфофизиологични типове селскостопански животни.
Преди началото на Втората световна война се премества в Минск, където ръководи Животновъдния отдел на Института по земеделие на Академията на науките на Беларуската ССР. През 1941 – 1943 г. е началник на болничната лаборатория на Западния фронт, след което е преместен в Свердловск, където отново оглавява болнична лаборатория.
Заедно с д-р Николай Вавилов основава Института по биология на Уралския клон на Академията на науките на СССР (сега Институт по растителна и животинска екология на Уралския клон на Руската академия на науките). Става негов пръв директор. Организирани са лаборатории под негово ръководство, сформиран е екип и са формулирани основните насоки на изследванията. По същото време се занимава с преподавателска дейност в Уралския държавен университет. През 1948 г. е обвинен за противопоставяне на вижданията на агрономите Трофим Лисенко и Иван Мичурин. За това е принуден да напусне поста директор на Института по биология.
През 1950 г. поема ръководството на Катедрата по физиология в Уралския държавен университет. През 1956 г. е инструктиран да създаде първия научноизследователски институт по земеделие в Урал. В края на 1950-те години обаче започва да критикува земеделските практики и отново е преследван. През 1958 г. се завръща в Катедрата по физиология на хората и животните на Уралския държавен университет и работи там до смъртта си на 22 април 1962 г. Погребан е в Свердловск.
Автор е на над 60 научни статии. Награден е с медалите „За победа над Германия“ и „За доблест във Великата отечествена война“.